# Neurosis de angustia
La neurosis de angustia es un término utilizado en psicología clínica para un tipo de neurosis que varía en su gravedad desde períodos de agitación moderada hasta estados de profunda ansiedad, caracterizados por una gran tensión. Ha sido objeto de estudio casi exclusivo de la psiquiatría y la psicología, aunque su modo de expresión fundamentalmente somática la hacía parte de ramas biomédicas tales como la neurología o la cardiología. 

Los primeros sentimientos que tienen los pacientes son terror, hiperventilación, sofocación, mareo, parestesias y otras sensaciones amenazantes que llevan al paciente a buscar ayuda médica urgente.
La característica principal de una crisis de angustia es la aparición aislada y temporal de miedo o
malestar de carácter intenso. La crisis se inicia de forma brusca y alcanza su máxima expresión con rapidez (habitualmente en 10 minutos o menos), acompañándose a menudo de una sensación de peligro o de muerte inminente y de una urgente necesidad de escapar.
Un episodio de angustia es una experiencia dolorosa y debilitante; además, los pacientes sufren de fatiga, debilidad e irritabilidad entre los episodios agudos de angustia.

## Tipos característicos
Existen tres tipos característicos de crisis de angustia, que se diferencian por el modo de inicio y la presencia o ausencia de desencadenantes ambientales: 

### Crisis de angustia inesperadas
No relacionadas con estímulos situacionales, en las que el inicio de la crisis de angustia no se asocia a desencadenantes
ambientales (es decir, aparecen sin ningún motivo aparente); 

### Crisis de angustia situacionales
Desencadenadas por estímulos ambientales, donde la crisis de angustia aparece de forma casi exclusiva inmediatamente después de la exposición o anticipación de un estímulo o desencadenante ambiental (p. ej., ver una serpiente o un perro desencadena automáticamente una crisis de angustia);

### Crisis de angustia más o menos relacionadas con una situación
Las cuales tienen simplemente más probabilidades de aparecer al exponerse el individuo a ciertos estímulos o desencadenantes ambientales, aunque no siempre existe esta asociación con el estímulo ni tampoco siempre el episodio aparece inmediatamente después de exponerse a la situación (p. ej., las crisis tienen más probabilidades de aparecer al conducir, pero a veces el individuo puede llevar su coche sin sufrir ninguna crisis de angustia, o bien padecerla a la media hora de estar conduciendo).

## Diagnóstico
El diagnóstico de trastorno de angustia (con o sin agorafobia) requiere la presencia de crisis de angustia inesperadas. 
Las crisis de angustia situacionales son más características de las fobias sociales
y específicas. Las crisis de angustia más o menos relacionadas con una situación determinada son especialmente frecuentes en el trastorno de angustia, aunque también pueden aparecer en la fobia específica o en la fobia social. 
El diagnóstico diferencial de las crisis de angustia resulta difícil si se
tiene en cuenta que no siempre existe una relación exclusiva entre el diagnóstico y el tipo de crisis
de angustia. Por ejemplo, aunque el trastorno de angustia, por su propia definición, requiere que al menos algunas de estas crisis de angustia sean descritas como inesperadas, los individuos con este trastorno declaran frecuentemente haber sufrido crisis de angustia situacionales, sobre todo a medida que avanza el curso de la enfermedad. Las cuestiones relacionadas con el diagnóstico de las crisis de angustia situacionales se discuten en los respectivos apartados «Diagnóstico diferencial» de los textos correspondientes a los trastornos en los que las crisis de angustia pueden aparecer.

Al determinar la importancia de la crisis de angustia, en el diagnóstico diferencial de todos estos trastornos, es necesario considerar el contexto en que ésta aparece. 

### Criterios para el diagnóstico de crisis de angustia
En el DSM IV y posteriores, no se registran las crisis de angustia en un código aislado.

Aparición temporal y aislada de miedo o malestar intensos, acompañada de cuatro (o más) de los siguientes síntomas, que se inician bruscamente y alcanzan su máxima expresión en los primeros diez minutos:
1. palpitaciones, sacudidas del corazón o elevación de la frecuencia cardíaca
2. sudoración
3. temblores o sacudidas
4. sensación de ahogo o falta de aliento
5. sensación de atragantarse
6. opresión o malestar torácico
7. náuseas o molestias abdominales
8. inestabilidad, mareo o desmayo
9. desrealización (sensación de irrealidad) o despersonalización (estar separado de uno mismo)
10. miedo a perder el control o volverse loco
11. miedo a morir
12. parestesias (sensación de entumecimiento u hormigueo)
13. escalofríos o sofocaciones

En las neurosis de angustia es posible que en forma transitoria se presenten otras manifestaciones neuróticas como las obsesiones, las fobias y las quejas de tipo hipocondríaco. 
Los síntomas somáticos o cognoscitivos son múltiples constituidos por palpitaciones, sudoración, temblores o sacudidas, sensación de falta de aliento o ahogo, sensación de atragantarse, opresión o malestar torácicos, náuseas o molestias abdominales, inestabilidad o mareo (aturdimiento), desrealización o despersonalización, miedo a perder el control o «volverse loco», miedo a morir, parestesias y escalofríos o sofocaciones.
Las crisis que presentan menos de 4 de estos síntomas, se denominan crisis sintomáticas limitadas.
Los individuos que solicitan ayuda terapéutica por estas crisis de angustia inesperadas acostumbran a describir el miedo como intenso, y relatan cómo en aquel momento creían estar a punto de morir, perder el control, tener un infarto o un accidente vascular cerebral o «volverse locos». 
Describen asimismo un urgente deseo de huir del lugar donde ha aparecido la crisis. Al ir repitiéndose, estas crisis pueden presentar un menor componente de miedo. La falta de aire constituye un síntoma frecuente en las crisis de angustia asociadas al trastorno de angustia con y sin agorafobia. 
Por su parte, la ruborización es frecuente en las crisis de angustia de tipo situacional desencadenadas por la ansiedad que aparece en situaciones sociales o actuaciones en público.
La ansiedad característica de las crisis de angustia, puede diferenciarse de la ansiedad generalizada por su naturaleza intermitente, prácticamente paroxística, y su característica gran intensidad.
Las crisis de angustia pueden aparecer en una amplia gama de trastornos de ansiedad (p. ej., trastorno de angustia, fobia social, fobia específica, trastorno por estrés postraumático, trastornos de ansiedad por estrés agudo).
Los trastornos de tipo somático fisiológico incluyen palpitaciones, hiperventilación, sudoración excesiva, temblores, insomnio o anorexia.